# جيمي بودن
جيمي بودن (بالإنجليزية: Jamie Bowden)‏ هو دبلوماسي بريطاني، ولد في 27 مايو 1960.